# Astrid Cleve
Astrid Cleve, de casada von Euler (Uppsala, Suècia, 22 de gener de 1875 - 8 d'abril de 1968), fou una botànica, geòloga, química i investigadora sueca de la Universitat d'Uppsala. Va ser la primera dona a Suècia a obtenir un doctorat científic.

## Joventut i Formació
Astrid Maria Cleve va néixer en una família amb formació acadèmica. Era la filla gran de Per Teodor Cleve, químic, oceanògraf i geòleg, i de l'escriptora Caralma (Alma) Öhbom. Juntament amb les seves dues germanes petites va ser educada a casa per la seva mare, una de les primeres dones del país a acabar el batxillerat i activista pels drets de les dones. Des dels onze fins als tretze anys, va estar internada en una escola de Lausana i després va continuar els estudis secundaris a casa. Va acabar el batxillerat als setze anys, es va matricular a la Universitat d'Uppsala el 1891 en Ciències Naturals i en va obtenir la llicenciatura el 1894.

## Carrera

### Química i primers estudis de les diatomees
El 1895 Cleve va ser reclutada com a professora ajudant de química a la Universitat d'Estocolm. La seva recerca va començar amb l'estudi de les diatomees de llacs d'altitud a la regió de Lule Lappmark. Publicà treballs que identificaven i descrivien noves espècies i estudià els ecosistemes vegetals de les regions de l'Extrem Nord i les seves adaptacions a aquest entorn difícil. Entre 1896 i 1898 va publicar quatre articles sobre productes químics nitrogenats en diferents estructures i va descobrir el pes atòmic i diverses propietats de l'iterbi.
Astrid Cleve es va doctorar el maig de 1898 a la Universitat d'Uppsala, als 23 anys, amb una tesi titulada Studier ofver några svenska väksters groningstid och förstärkningstadium (Estudis sobre el temps de germinació i l'etapa juvenil de certes plantes sueques), en cert sentit innovadora, ja que posava més èmfasi en la fisiologia vegetal i la bioquímica més que en la botànica de base morfològica. Era la segona dona sueca que l'obtenia i la primera en una disciplina científica.
De 1898 a 1902 va ser contractada com a professora ajudant de química a la Universitat d'Estocolm, que es va mostrar progressista en el seu desig de contractar dones. Durant el seu període a Estocolm, va publicar estudis sobre el lantani i el seleni. Per l'estudi sobre l'iterbi, va obtenir al 1902 el Premi Lindblom.
Allà hi va conèixer Hans von Euler-Chelpin, un bioquímic alemany-suec, amb qui es va casar el 1902 i després va deixar el departament de química. Van tenir tres fills: Ulf Svante, Georg i Karin. La parella treballava en compostos de nitrogen orgànic, síntesi de cetoses a partir de formaldehid, complexos metall-amoníac, productes químics en resina i síntesi d'alcohols industrials i publicaren conjuntament fins a dinou articles. Astrid Cleve va treballar en diferents escoles secundàries i va reprendre les seves investigacions sobre el plàncton, publicant estudis importants de flora en masses d'aigua prop d'Estocolm el 1910 i el 1912. Aquests articles encara són rellevants, ja que constitueixen l'únic registre de plàncton de diatomees abans de la contaminació que es va produir a la zona d'Estocolm. El seu matrimoni amb von Euler va acabar el 1912.
El 1913, la Comissió Biològica Hidrogràfica Sueca la va contractar com a assistent biològica per treballar en el plàncton a l'estret de Skagerrak. L'any 1917 publicaria una monografia sobre el tema. Es va traslladar a Värmland el mateix any. Entre 1920 i 1925 va dirigir el Skoghallsverkens Forskningslaboratorium, el laboratori forestal de l'empresa Uddeholm, i va treballar en temes com la lignina produïda en l'elaboració de pasta de sulfit i sobre com determinar el contingut de lignina d'una fusta concreta, la composició de les agulles de pi i avet, el paper del diòxid de carboni a les plantes, o mètodes de separació de polpa, petroli i subproductes del carbó. Al mateix temps, continua ensenyant i escrigué un llibre científic de divulgació sobre el seleni, així com un manual introductori a la bioquímica aplicada.

### Geologia del quaternari i estudis posteriors de diatomees
A finals de la dècada de 1920, la investigació de Cleve es va tornar a centrar en les diatomees vives i fòssils de la mar Bàltica i es va expandir a qüestions paleobotàniques relacionades, inclosos els canvis en el nivell de l'aigua del Bàltic, aleshores un mar interior, al final del període glaciar. Va fer anàlisis de límits derivades d'estudis de diatomees per determinar els canvis en la connexió de la mar Bàltica amb l'oceà; però aquests es consideren dubtosos per la possibilitat de redeposició de diatomees en el sediment.
Ella entrà en conflicte amb l'establishment científic escandinau en defensar la teoria de l'oscil·lació, que havia estat proposada per N.O. Holst el 1899 i després per Ernst Antevs el 1921. Quan Cleve va remodelar la teoria en una publicació de 1923, va ser novament rebutjada pels geòlegs establerts. La teoria sosté que la superfície de Fennoscandia va oscil·lar cap amunt i cap avall com un pèndol perdent impuls després que la capa de gel de Fennoscandia es fongués. La seva insistència sobre la validesa de la teoria a la Societat Geològica d'Estocolm va durar aproximadament un any fins que en va ser expulsada. El 1927 i el 1928 es va veure involucrada en una polèmica amb el geòleg Henrik Munthe. Aquest últim havia proposat fer del "riu Svea" de Degerfors un monument nacional. Cleve argumentà que el "riu Svea" hauria de ser nomenat monument nacional, però no és la desembocadura de l'antic llac Ancylus, com havien afirmat Munthe i von Post. La polèmica es va fer personal quan Munthe defensà la seva interpretació geològica als diaris, i ella hi respongué acusant-lo de tenir raons no científiques per defensar la seva idea.
Entre 1932 i 1955, Cleve va publicar diverses monografies sobre taxonomia de diatomees. La primera, el 1932, recull 535 espèces —incloent-hi 184 espècies desconegudes a Suècia— trobades a la conca de Täkern. La segona dos anys més tard, després del treball de camp a Lapònia; reuneix 673 espèces del nord de Finlàndia. Aquest treball la va portar a estudis geològics realitzats a través de l'examen de la flora de diatomees. Aquell mateix any, va publicar sobre la geologia quaternària de la regió, que és utilitzada pels geòlegs del Servei Geològic de Suècia per estudiar les diatomees en sediments postglacials. El 1951 es va publicar la seva monografia completa sobre les diatomees sueques i finlandeses, escrita durant més d'una dècada. Encara en ús avui dia, Die Diatomeen von Schweden und Finnland aplega unes 1.600 espèces de diatomees i la seva taxonomia, distribució, ecologia i fòssils.

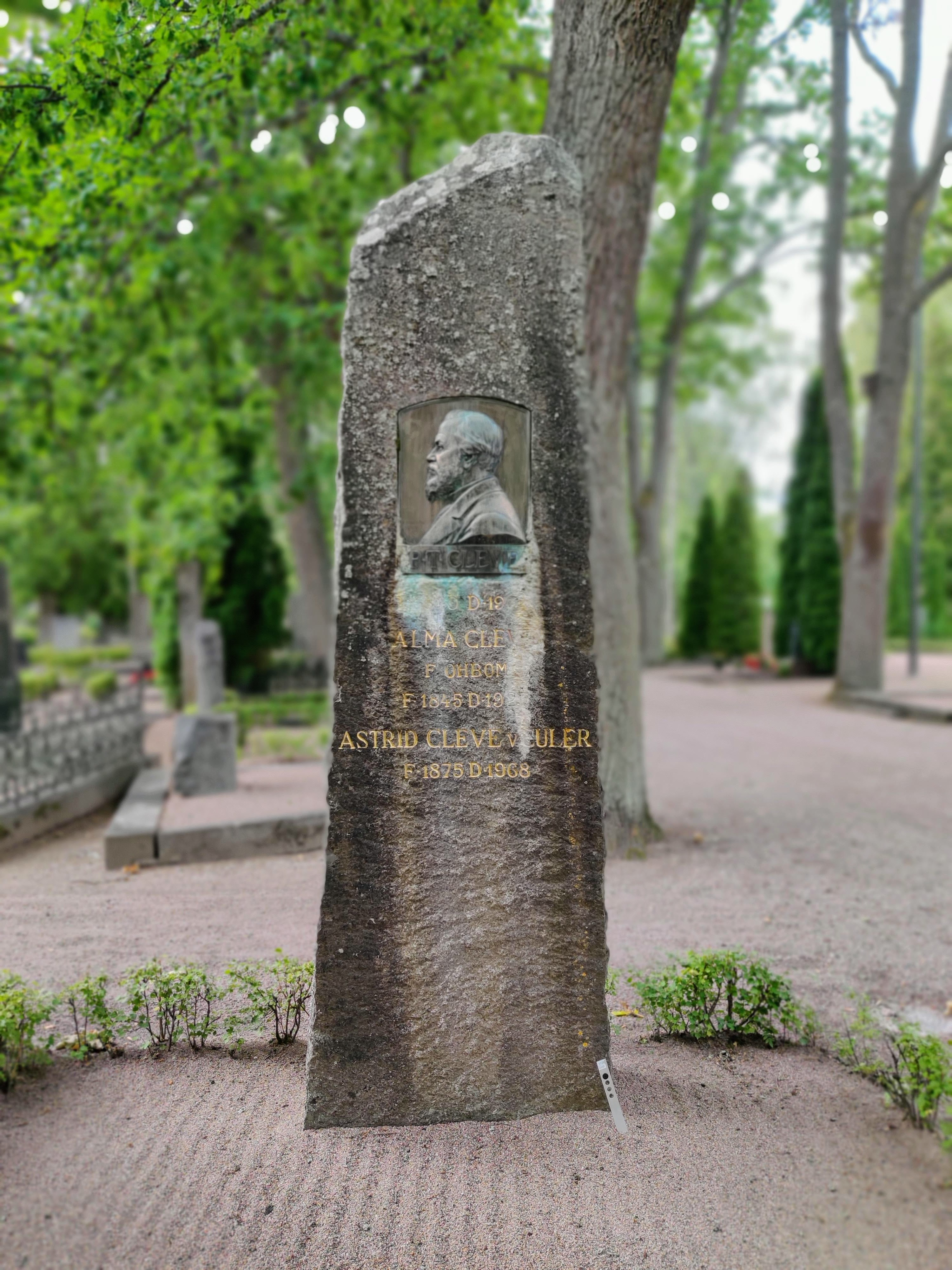
Tomba d'Astrid Cleve a l'antic cementiri d'Uppsala

Va continuar treballant sobre la flora d'aquestes regions durant molts anys, descobrint noves espècies i corregint la taxonomia. Després de tornar a la Universitat d'Uppsala el 1945, va treballar al Departament de Geologia i va aportar teories sobre els canvis en el nivell de l'aigua de la mar Bàltica durant el període quaternari. Va ser professora de diatomologia de 1947 a 1948 a l'Institut Universitari d'Ecologia Vegetal. El 1948 va rebre un títol honoris causa, com la primera dona sueca a obtenir un doctorat. Va rebre una càtedra honorífica pels seus estudis de diatomees el 1955.
Cleve va continuar publicant articles científics fins als 86 anys.

## Orientació política
Astrid Cleve va mostrar inclinació pel nacionalsocialisme alemany, en algun moment es va definir com a nacionalsocialista, i sembla que s'hi va mantenir fins a la mort, per a disgust de la seva família.
Un carrer que porta el seu nom a les proximitats de l'Hospital Universitari Karolinska, d'Estocolm, ha estat considerant canviar de nom després de fer-se conèixer les seves simpaties envers el nazisme.